# ناتالي جماليا
ناتالي جماليا (ولدت في 19 يونيو 1987) هِيَ لاعِبَة شَطَرَنج أُردنِيَّة لَعِبَت حَتى عام 2011 في اتحاد الشطرنج في هنغاريا ثم في الأردن. تَرَعرَعت في هنغاريا وعاشَتَ في بودابست. لَعِبَت في نادي الشطرنج للرابطة الهنغارية ليلي فوكو واكتويل (2014)  ثم للنادي الرياضي دانيلو في بودابست، والذي كانَ في مَوسم 2014/15 وشاركت في الدَّوري الهنغاري، وفي الاتحاد الدولي للشطرنج، وفي أولمبياد الشطرنج عام 2012.
مُنذُ نوفمبر تشرين الثاني عام 2005، لُقِّبَت (WIM) "ماجستير المرأة الدولي"،  لِفَوزِها بالبطولة العربية للشابات في عام 2005 في عمان.
شارَكَت في دَورة الألعاب الآسيوية عام 2006 في الدوحة، في مَجلِس المرأة التابع للفريق الوطني الأردني. وفي دورة الألعاب العربية عام 2011 في الدوحة، واحتلَّ الفَريق المَركز الثاني بعد الجزائر.واحتلت المركز الثالث بعد زهو تشين ومنى خالد.وفي كِلتا البُطولَتَين، كانت قادِرَة عَلى المنافسة للأردن لأنها لَم تَكُن مَحجوزة، حيثُ لَعِبَت في الفريق الوطني للمرأة الأردنية مرة أخرى في أولمبياد الشطرنج 2012 في إسطنبول ،مع نَتيجَة إيجابيَّة 5.5 نقطة من أصل 10 مُباريات. ولعبت في أولمبياد الشطرنج 2014 في ترومسو.
حَصَدَت الرَّقم الأعلى من بين النساء في الأردن في(آذار/مارس 2016).

## روابط خارجية
- ناتالي جماليا على موقع الاتحاد الدولي للشطرنج (الإنجليزية)
- ناتالي جماليا على موقع مباريات الشطرنج (الإنجليزية)
- ناتالي جماليا على موقع Chesstempo.com (الإنجليزية)
- ناتالي جماليا سجل أولمبياد الشطرنج للسيدات على موقع OlimpBase.org (الإنجليزية)

## الروابط
- Nachspielbare Schachpartien Jamalias auf chesstempo.com